# گای آسولین
گای آسولین بازیکن فوتبال اهل اسرائیل است که در پست وینگر یا هافبک هجومی بازی می‌کند.

## بازی در بارسلونا
او جمعاً در سه سال حضورش در بارسلونا بی ۶۹ بازی کرد و ۱۴ گل به ثمر رساند و فقط توانست برای تیم بزرگسالان باشگاه در کوپا دل ری، یک بازی انجام دهد.
در سال ۲۰۰۹–۲۰۰۸ مصدومیتی جدی برایش رقم خورد و باعث شد تا در ۲۲ بازی فقط بتواند دو گل به ثمر برساند و دیگر نتوانست هیچگاه به دوران اوج خود بازگردد. همین امر باعث جدایی او از بارسلونا و پیوستن به منچسترسیتی شد.

## سابقه ملی
او اولین بازی ملی خود را در حالی که فقط ۱۷ سال سن داشت مقابل شیلی در سال ۲۰۰۸ به همراه تیم ملی اسرائیل انجام داد.